# 丁應璧
丁應璧（1537年—1587年），字為章，号荆山，别号琢庵，山東青州府壽光縣人，民籍，明朝政治人物。

## 生平
嘉靖三十七年（1558年）戊午科山東鄉試第二十一名舉人。嘉靖四十一年（1562年）中式壬戌科會試第四十一名，二甲第六十一名進士。次年授南京户部主事，迁南京兵部车驾司员外郎，又迁本部职方司郎中。
隆庆二年（1567年），外放江西南昌府知府，隆庆六年（1572年），升浙江按察司副使，整饬徽宁、池太、安庆等处兵备。因事被首辅张居正罢官，居家十余年。张居正去世后，复官山西按察司副使，升山西布政司参政，兼按察司佥事。万历十五年（1587年）五月二十三日卒，年五十七。

## 家族
曾祖丁壘；祖父丁思恭；父丁棟，聽選官。母貴氏。重庆下。弟應賓。
元配曲氏，继配韩氏，侧室李氏。有三子二女。长子秉廉、次子秉直、三子秉彝。

## 著作
所著有《公余杂著》四卷，《豫章公牍》四卷，《塞上冗谈》二卷，《课子庭训》一卷，《唐诗日抄》，《史记评抄》，藏于家。